# Omonoia (organisation)
Omonoia (en grec moderne : Ομόνοια qui signifie concorde) est une organisation politique et culturelle de la minorité grecque d’Albanie dont les membres sont principalement issus d’Epire du Nord. Le but de cette organisation est de faire reconnaître et de protéger les droits des Grecs d’Albanie. 
Omonoia a été fondée dans le village de Derviçan en 1991, peu de temps après la chute du régime communiste albanais. L’organisation a aujourd’hui quatre sièges dans les villes de Sarandë, Delvinë, Gjirokastre, Himarë et Tirana ainsi que plusieurs sous-sections à Korçë, Vlorë et Përmet. Elle est dirigée par un conseil général composé de 45 membres élus tous les deux ans en assemblée plénière.